# W rękach wroga (powieść)
W rękach wroga (tyt. oryg. In Enemy Hands) – siódmy tom cyklu science fiction Honorverse amerykańskiego pisarza Davida Webera, wydany w Polsce w roku 2002.
Podobnie jak poprzedni tom, również i ten skupia się na wątku wojny między Gwiezdnym Królestwem Manticore a Ludową Republiką Haven. Obejmuje jednak inną część teatru wojennego, przedstawia też więcej postaci służących w Ludowej Marynarce. Omówiona zostaje dyktatura i prawo oraz naginanie go. Wydarzenia tej części są kluczowe dla wydarzeń kolejnych części powieści, a kolejne dwa tomy cyklu zajmują się skutkami działań opisanych we W rękach wroga.
Akcję tej powieści i Honor wśród wrogów dzieli niecały rok.

## Fabuła
Ostatnie miesiące Honor Harrington spędziła, pracując dla Biura Rozwoju Uzbrojenia Manticore. Teraz, awansowana na stopień komodora, przybywa na planetę Grayson, aby podzielić się nowymi planami ze stacjonującą tam Marynarką Graysona – sojusznikiem Manticore – i dowódcą grupy połączonej, admirałem White Haven. Ten krytykuje ostro pomysły BRU, co prowokuje gorącą dyskusję między Harrington a admirałem. W toku dyskusji oboje, nie ujawniając tego drugiej stronie, odkrywają, że zadurzyli się w sobie nawzajem. W kolejnych dniach Honor ma coraz większe problemy w radzeniu sobie ze swoimi uczuciami, w czym nie pomaga jej fakt, że jest w stanie wyczuć emocje White Havena. Gdy pojawia się możliwość wyjechania z Graysona, przyjmuje ją bez wahania. Jest to dowództwo konwoju, który ma przelecieć między innymi przez system Adler. Towarzyszy jej wiele osób znanych z poprzednich części cyklu.
Tymczasem admirał Thomas Theisman z Ludowej Marynarki wysyła na daleki zwiad swojego podwładnego, kontradmirała Lestera Tourville’a. Dowiaduje się też, że niedługo na inspekcję przybędzie Cordelia Ransom, ludowa minister propagandy. Tymczasem Tourville, interpretując rozkazy, atakuje i przejmuje system Adler. Gdy do systemu wlatuje konwój, Honor wpada w ręce wroga.

## Główne postaci

### Manticore
- Honor Harrington – komodor Królewskiej Marynarki Wojennej Manticore, admirał Marynarki Graysona. Uzdolniony przywódca, znana jest ze swojej umiejętności przekazania wiedzy swoim podwładnym. Równie znane są jej niezwykłe zdolności taktyczne, przez co stała się postrachem Ludowej Marynarki. Sama troszczy się głęboko o swoich ludzi i ma pewne problemy z samooceną.
- Alistair McKeon – kapitan Królewskiej Marynarki Wojennej, zastępca Honor, dowódca HMS Prince Adrian. Był jej przyjacielem od czasu wspólnej służby na placówce Basilisk[4]. Jest jedną z kilku osób, które otwarcie krytykują Honor, jeśli zajdzie taka potrzeba. Podczas akcji książki obchodzi swoje urodziny.
- Horace Harkness – bosmanmat służący pod Honor Harrington. Ma skłonność do wszczynania bójek, zwłaszcza z Królewskimi Marines, przez co już kilkakrotnie został zdegradowany. Jest jednak uznawany powszechnie za jednego z najlepszych hakerów oraz specjalistę od uzbrojenia.
- Prescott „Scotty” Tremaine – porucznik Królewskiej Marynarki Wojennej, oficer wojny elektronicznej w sztabie Honor Harrington. Specjalista w zakresie nowych technologii i przyjaciel Harknessa, którego uważa za mentora. Uznawany za dobrego oficera, zdecydowany brać jak najlepszy przykład z Honor.
- Hamish Alexander – admirał Królewskiej Marynarki, earl White Haven. Dowódca Ósmej Floty, łączącej siły Manticore i Graysona. Uznawany za jednego z najlepszych strategów Królestwa, traktuje Honor jak swoją protegowaną. Umiarkowany konserwatysta, który z dużą dozą ostrożności podchodzi do jakichkolwiek nowinek technologicznych, co napędza jego konflikt z przywódczynią BRU, Sonją Hemphill[3].

### Haven
- Thomas Theisman – admirał Ludowej Marynarki, dowódca bazy wojskowej DuQuesne. Wątpi w działania swojego rządu i kieruje się zasadami honoru, wpojonymi mu przez jego mentora, byłego kapitana Yu. Stara się być możliwie apolitycznym, jednocześnie chcąc jak najlepiej wykonać swoją pracę. Jeden z niewielu zdolnych dowódców Ludowej Marynarki.
- Lester Tourville – kontradmirał podlegający Theismanowi, dowódca jednej z grup wydzielonych, z PNS Count Tilly jako okrętem flagowym. Wśród dowództwa miał opinię „kowboja” i starannie kultywował obraz człowieka, którego oficer polityczny musi raczej powstrzymywać od szarżowania niż zachęcać do walki, w przeciwieństwie do większości oficerów ówczesnej Ludowej Marynarki. Podobnie jak Theisman, kierował się zasadami honoru. Jego imię może się odnosić do Anne Hilarion de Tourville’a, admirała epoki Ludwika XIV.
- Cordelia Ransom – minister informacji i edukacji (w rzeczywistości minister propagandy) Ludowej Republiki. Przed przejęciem władzy przez Komitet Bezpieczeństwa Publicznego działała w jednej z bojówek terrorystycznych. Po przejęciu władzy okazała się być zdolnym demagogiem, co zapewniło jej wpływ w Komitecie. Lubi posiadanie władzy i wykorzystywanie jej.
- Warner Caslet – porucznik flagowy Thomasa Theismana. Honor Harrington poznał w Honor wśród wrogów. Darzy ją dużym szacunkiem dzięki temu, jak potraktowała wówczas jego i jego załogę i próbuje się odwdzięczyć. Ma problemy z kontrolą gniewu, przez co Theisman stara się trzymać go z dala od Ransom.
- Henri Vladovich – kapitan Floty Służby Bezpieczeństwa Ludowej Republiki, dawniej porucznik Ludowej Marynarki. Dowódca PNS Tepes, prywatnego okrętu Cordelii Ransom. Jego ranga wynika najprawdopodobniej z zapału i fanatycznego oddania względem Komitetu. Nazwisko Vladovich i jego dowództwo okrętem Tepes to gra słów Webera, odnosząca się do Włada Palownika, w rodzinnym kraju znanego jako Vlad Tepes[3].

## Miejsca i okręty
- Adler – system planetarny na terenie spornym między Królestwem a Ludową Republiką, z jedną zamieszkaną planetą o nazwie Samovar i bogatym pasem asteroid. Na początku powieści jest zajęty przez Szóstą Flotę Królewskiej Marynarki, jednak na krótko przed przybyciem do niego Honor przejmuje go admirał Tourville z Ludowej Marynarki.
- Barett – system planetarny na terenie Ludowej Republiki, z jedną nadającą się do zaludnienia planetą, Enki. Mieści się w nim największa baza wojskowa Ludowej Marynarki poza systemem Haven, baza DuQuesne. Sama planeta Enki z powodu swoich nieprzyjemnych warunków klimatycznych mieści w sobie jedynie bunkier dowództwa.
- HMS Prince Adrian – ciężki krążownik typu Prince Consort w służbie Królewskiej Marynarki. W czasie akcji powieści jest on uznawany za przestarzały, głównie z powodu braku miejsca na dalsze udoskonalenia. Dowodzi nim kapitan Alistair McKeon. Podczas lotu do Adler służy jako straż przednia, przez co jako pierwszy wchodzi do systemu.
- PNS Count Tilly – krążownik liniowy typu Warlord Ludowej Republiki Haven. Okręt flagowy kontradmirała 	Tourville. W czasie trwania powieści służy na nim także Shannon Foraker, znana z poprzedniej części cyklu. Jego imię odnosi się najprawdopodobniej do hrabiego Johana von Tilly.
- PNS Tepes – krążownik liniowy typu Warlord, siostrzana jednostka Count Tilly, należąca do floty Służby Bezpieczeństwa. Służy za podstawowy środek podróży Cordelii Ransom, a także jako więzienie i miejsce przesłuchań osób złapanych przez SB. Z tego powodu jest w znacznym stopniu przebudowany w stosunku do innych jednostek typu Warlord. Jego imię odnosi się do Vlada Tepesa, znanego jako Wład Palownik[3].